# Calamus (chi cá)
Calamus là một chi cá trong Họ Cá tráp (Sparidae). Các loài thuộc chi này phân bố ở các vùng biển Tây Đại Tây Dương và Đông Thái Bình Dương.

## Các loài
Chi này gồm có 13 loài được mô tả:
- Calamus arctifrons (Goode & Bean, 1882)
- Calamus bajonado (Bloch & Schneider, 1801)
- Calamus brachysomus (Lockington, 1880)
- Calamus calamus (Valenciennes, 1830)
- Calamus campechanus (Randall & Caldwell, 1966)
- Calamus cervigoni (Randall & Caldwell, 1966)
- Calamus leucosteus (Jordan & Gilbert, 1885)
- Calamus mu (Randall & Caldwell, 1966)
- Calamus nodosus (Randall & Caldwell, 1966)
- Calamus penna (Valenciennes, 1830)
- Calamus pennatula (Guichenot, 1868)
- Calamus proridens (Jordan & Gilbert, 1884)
- Calamus taurinus (Jenyns, 1840)